# Јохан Јенсен
Јохан Лудвиг Вилијам Валдемар Јенсен (дан. Johan Ludwig William Valdemar Jensen), познатији као Јохан Јенсен, (8. мај 1859 — 5. март 1925) је био дански математичар и инжењер.
Јенсен је најпознатији по својој чувеној неједнакости, Јенсеновој неједнакости. Године 1915. је такође доказао Јенсенову формулу у комплексној анализи и да постоји бесконачно много ирегуларних простих бројева.